# Ндукве, Денис
Дени́с Обиезе́ Ндукве́ (укр. Денис Обієзе Ндукве; род. 28 февраля 2000, Харьков) — украинский футболист, нападающий клуба «Ворскла», выступающий на правах аренды за клуб «Верес».

## Биография
Воспитанник харьковского футбола. начинал заниматься спортом в харьковской ДЮСШ № 1, первый тренер — Валерий Владимирович Шаповалов. В ДЮФЛУ и юношеских чемпионатах Харьковской области выступал за ХТЗ (Харьков), донецкий «Металлург», харьковский «Арсенал», КДЮСШ-7 (Харьков), «Арену» (Харьков) и «Авангард» (Харьков). Всего в ДЮФЛУ сыграл 74 матча, в которых отличился 32 голами.
Во взрослом футболе дебютировал в «Змееве», выступавший в чемпионате Харьковской области. В областном чемпионате играл также за харьковскую «Арену» и фарм-клубы «Металлиста 1925» — «Металлист Юниор» и «Авангард» (Харьков). Вместе с «Авангардом» выиграл серебряные медали чемпионата и кубок Харьковской области. Кроме того, в 2020 году также выступал за международную футбольную академию международного союза молодёжи (Прага, Чехия).
В конце августа 2020 года он перешел в «Металлист 1925». Дебютировал в футболке харьковского клуба 5 сентября 2020 в ничейном (1:1) домашнем поединке 1-го тура Первой лиги против тернопольской «Нивы». Денис вышел на поле на 63-й минуте, заменив Максима Ермоленко. Всего в сезоне 2020/21 провел за «жёлто-синих» 5 матчей (4 — в чемпионате и 1 — в кубке Украины).
22 июля 2021 года стал игроком «Краматорска» на правах аренды. В первой части сезона 2021/22 провел за краматорскую команду в Первой лиге 12 матчей (1 гол, 2 голевые передачи), после чего вернулся в «Металлист 1925».